# Justus II z Jerozolimy
Justus II z Jerozolimy – jedenasty biskup Jerozolimy. Lata jego urzędowania nie są znane.